# Joe Urquijo
Roberto José Urquijo Fonseca (Barranquilla, 23 de enero de 1950-Barranquilla, 24 de junio de 2020) más conocido como Joe Urquijo fue un cantautor, arreglista y compositor colombiano.

## Biografía
Nació en Barranquilla, Desde muy joven se desarrolló su talento en Medellín, en vocalista en la orquesta de los Hermanos Martelo reemplazando a Juan Piña. Realizó dos grabaciones con la agrupación La Bandita junto a Hernando Barbosa, lanzó sus dos álbumes: “El equipo de Varacka”, "Atlético Junior". Conoció a Joe Arroyo a participar en Fruko y sus Tesos, a componer sencillos como: “El mulato”, “La rebelión”, esta canción trajo éxito mundial, “María”, “Mi Mary” y “Mi cariño no espera”.
En los años 80 perteneció y componía canciones en las agrupaciones Los Nativos de Alberto Barros, Orquesta La Renovación de Eduardo Jinete quien grabó el tema “El caimán” que ganó un Congo de Oro del Carnaval de Barranquilla; la Orquesta Los Blystonz de Germán Villareal, Orquesta La Razón de Charlie Pla, compuso temas “Historia y sabor” y “Pa’ los bailadores” de la autoría de Tibaldo Morales, Grupo Majestad de Memo Argote compuso “El pregonero”. 
Compuso canciones para el Grupo Niche con Jairo Varela y Tito Gómez, donde interpretó “Un caso social”, “Del puente pa’ lla” y “Para mi negra un son”.  Compuso canciones el Grupo Clase  y grabó con el Grupo Raíces de Charlie Gómez. En los últimos años estuvo vinculado con la música, con proyectos como La Charanga del Sur, la Orquesta Son de La Cueva, y la Charanga Almendra.

## Fallecimiento
Tuvo un diagnóstico positivo de COVID-19 en mayo de 2020, por lo que fue hospitalizado en Barranquilla. Fue internado en la Unidad de Cuidados Intensivos el 18 de enero y murió el 24 de junio por una neumonía derivada de la enfermedad.